# Microthelys minutiflora
Microthelys minutiflora là một loài thực vật có hoa trong họ Lan. Loài này được (A.Rich. & Galeotti) Garay mô tả khoa học đầu tiên năm 1980.